# Vallée d'Arghandab
La vallée d'Arghandab est une vallée fertile du sud de l'Afghanistan. Elle est située au nord de la ville de Kandahar au cœur du pays des Pachtounes.

## La vallée
C'est une vaste plaine encadrée de montagnes et irriguée par la rivière Arghandab, d'un débit moyen de 34 m3/s.
On y accède par un petit col dès la sortie de Kandahar situé entre deux pitons rocheux d'un noir lunaire et non loin d'un célèbre rocher en forme d'éléphant près duquel se trouvait la résidence du mollah Omar.
La vallée est bien irriguée grâce à de nombreux canaux qui ont donné naissance à une véritable oasis plantée de nombreux vergers où poussent abricotiers et mûriers.

## Histoire
À l'époque de l'occupation soviétique, la vallée était un bastion des moudjahidins malgré de nombreuses offensives de l'armée rouge pour les déloger.
Depuis la mort du chef historique, le mollah Naqib, en 2007, les talibans se sont profondément infiltrés dans le district, usant de propagandes islamistes et de menaces pour s'imposer auprès d'une population excédée par l'impéritie et la corruption du gouvernement Afghan et par les bavures à répétition de l'aviation de l'OTAN.